# Мотовоз 703
Мотовоз серии 703 (до 1988 года серия T 212.1) — мотовоз, выпускавшийся с 1969 по 1979 год для Československé státní dráhy.
На мотовозе установлен 12-цилиндровый дизельный двигатель с воздушным охлаждением производства Tatra. Дизель при 1800 об/мин выдаёт мощность 169 кВт. Для снабжения тормозной магистрали воздухом установлен трёхцилиндровый воздушный компрессор, главные резервуары общей ёмкостью 300 л. Мотовоз имеет собственный прямодействующий тормоз, а для торможения состава воздушный тормоз Вестингауза.
12 мотовозов этой серии используются в метрополитене Праги. Несколько мотовозов приобретено для эксплуатации на станции Арена-По в Италии, где используется для перестановки вагонов-автомобилевозов с автомобилями Audi и Volkswagen, поступающими из Германии через станцию Бреннеро.